# Oddělení mezinárodních vztahů ústředního výboru Komunistické strany Číny
Oddělení mezinárodních vztahů ústředního výboru Komunistické strany Číny (čínsky v českém přepisu Čung-kuo kung-čchan-tang čung-jang wej-jüan-chuej tuej-waj lien-luo pu, pchin-jinem Zhōngguó Gòngchǎndǎng Zhōngyāng Wěiyuánhuì Duìwài Liánluò Bù, znaky zjednodušené 中国共产党中央委员会对外联络部, tradiční 中國共產黨中央委員會對外聯絡部) je složka aparátu ústředního výboru Komunistické strany Číny zodpovědná za mezinárodní styky strany. S oddělením organizačním, oddělením jednotné fronty a propagandy patří k nejvýznamnějším složkám centrálního stranického aparátu.
Oddělení bylo založeno roku 1951, soustředilo se na navázání a udržování styků s komunistickými stranami, zejména Komunistickou stranou Sovětského svazu a dalšími stranami sovětského bloku. Po sovětsko-čínské roztržce získalo oddělení na významu s tím, jak KS Číny hledala podporu u komunistických stran ve světě.
Od 80. let oddělení rozšířilo svou oblast zájmu i na nekomunistické strany, think tanky a akademiky, pokud jsou ochotní navázat styky s čínskými komunisty.

## Vedoucí oddělení mezinárodních vztahů ÚV
| Jméno           | Od            | Do            | Poznámky, další stranické a státní funkce (v době výkonu funkce) |
| --------------- | ------------- | ------------- | --- |
| Wang Ťia-siang  | 1951          | březen 1966   | člen (7.) ÚV, od září 1956 tajemník ÚV, do 1959 náměstek ministra zahraničí |
| Liou Ning-i     | březen 1966   | duben 1968    | úřadující vedoucí, člen (8.) ÚV, od srpna 1966 tajemník ÚV |
| Keng Piao       | leden 1971    | leden 1979    | člen (9.) a (10.) ÚV, od srpna 1977 člen (11.) politbyra ÚV, od března 1978 místopředseda Státní rady                                                                                    |
| Ťi Pcheng-fej   | leden 1979    | duben 1982    | člen (11.) ÚV, do září 1979 místopředseda Stálého výboru Všečínského shromáždění lidových zástupců, od září 1979 místopředseda Státní rady, od února 1980 generální sekretář Státní rady |
| Čchiao Š’       | duben 1982    | červenec 1983 | kandidát sekretariátu ÚV |
| Čchien Li-žen   | červenec 1983 | prosinec 1985 | od září 1985 člen (12.) ÚV |
| Ču Liang        | prosinec 1985 | březen 1993   | od listopadu 1987 člen (13.) ÚV |
| Li Šu-čeng      | březen 1993   | srpen 1997    | kandidát (14.) ÚV |
| Taj Ping-kuo    | srpen 1997    | březen 2003   | člen (15.) a (16.) ÚV |
| Wang Ťia-žuej   | březen 2003   | listopad 2015 | kandidát (16.) ÚV, od října 2007 člen (17.) a (18.) ÚV |
| Sung Tchao      | listopad 2015 | červen 2022   | od října 2017 člen (19.) ÚV |
| Liou Ťien-čchao | červen 2022   | v úřadu       | od října 2022 člen (20.) ÚV |